# Baba-Turek
Baba-Turek (ang. Baba the Turk) – postać z opery Igora Strawińskiego Żywot rozpustnika z librettem W.H. Audena i Chestera Kallmana; rola mezzosopranowa. Pierwszą jej odtwórczynią była w 1951 roku Jennie Tourel (z nagraniem tegoż roku). Do innych jej odtwórczyń w nagraniach utworu należały Blanche Thebom (1953), Regina Sarfaty (1964), Barbro Ericson (fragmenty w języku szwedzkim, 1967), Rosalind Elias (1975), Sarah Walker, Grace Bumbry, Anne Sofie von Otter, Dagmar Pecková (DVD 2007), Elena Manistina (DVD 2010).
Baba-Turek jest brodatą i niezwykle brzydką artystką cyrkową. Demoniczny Nick Shadow aranżuje jej małżeństwo ze swoim podopiecznym, główną postacią opery Tomem Rakewellem. Tom zgadza się na tak dziwne małżeństwo, gdyż jest znudzony życiem (Baba-Turek okazuje jednak swoją brodę dopiero po ślubie). Małżeństwo prędko męczy Toma, ze względu na niezwykle porywczy charakter zaborczej, wymagającej i zazdrosnej Baby: w czasie awantury, kiedy małżonka obrzuca go przedmiotami i obelgami, Tom wkłada jej więc na głowę swoją perukę, dzięki czemu Baba zapada w długotrwały letarg. Tom prowadzi w tym czasie przedsiębiorstwo produkujące cudowne maszyny, które jednak bankrutuje, co doprowadza do licytacji jego majątku. Licytacja budzi z letargu Babę (która także wystawiona jest na sprzedaż), gdyż zdjęto jej perukę. Baba z furią przepędza zgromadzonych, kiedy jednak w poszukiwaniu Toma przybywa do niej jego młodzieńcza miłość Anna, okazuje łagodniejszą stronę swojej osobowości. Odstępuje jej Toma, ponieważ woli powrócić do przerwanej kariery cyrkowej.
Główne arie Baby-Turek to Come, sweet, come..., Scorned! Abused! Neglected!.